# Denkmalgeschützte Objekte im Okres Žarnovica

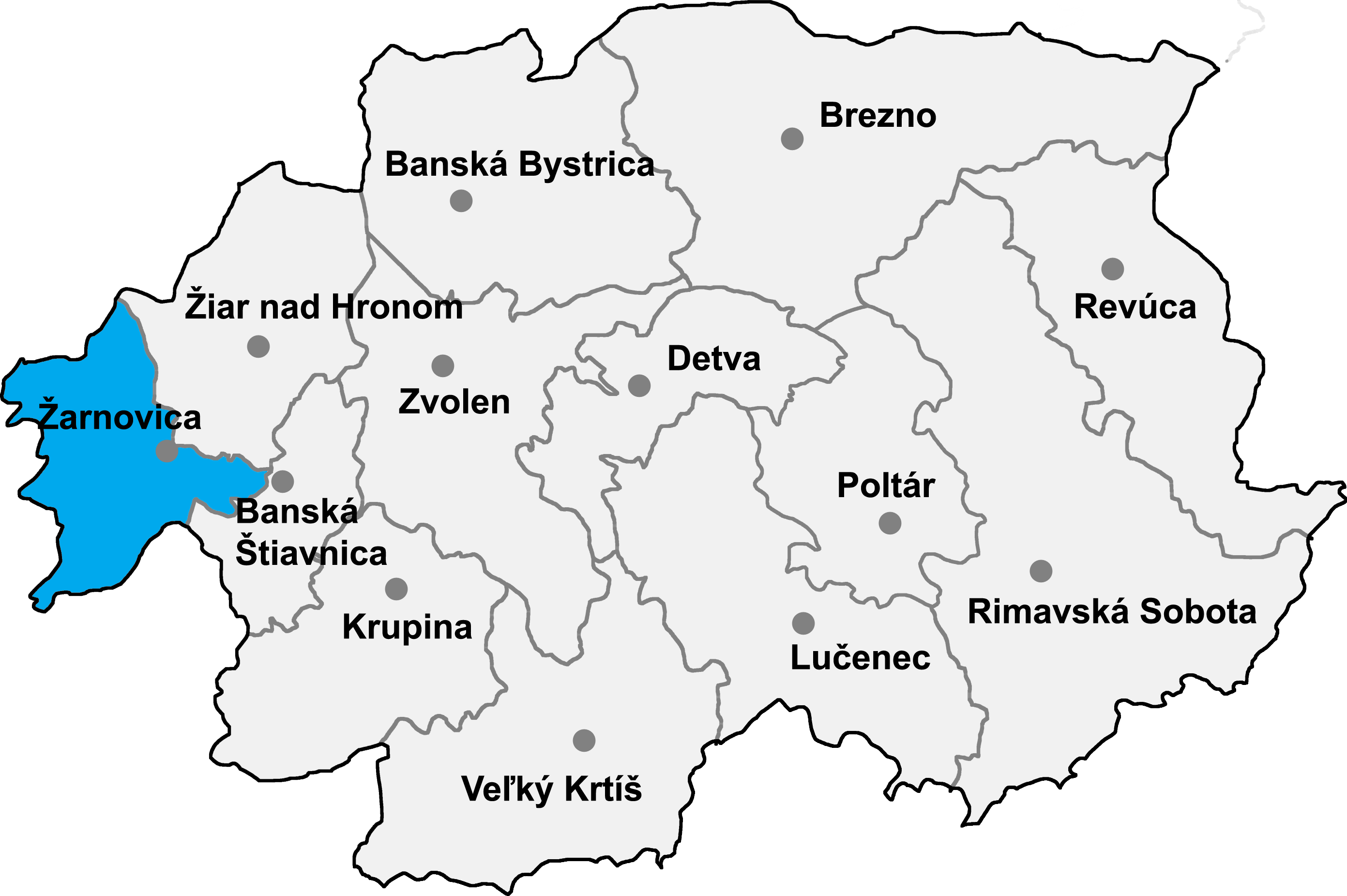

Im Okres Žarnovica bestehen 82 denkmalgeschützte Objekte. Die unten angeführte Liste führt zu den Gemeindelisten und gibt die Anzahl der Objekte an. In Gemeinden, die nicht verlinkt sind, existieren keine geschützten Objekte.
| Gemeindeliste                            | Objektanzahl |
| ---------------------------------------- | ------------ |
| Brehy (Hochstätten)                      | 1            |
| Hodruša-Hámre                            | 24           |
| Horné Hámre (Oberhammer)                 | 24           |
| Hrabičov (Hrabischhof)                   | 0            |
| Hronský Beňadik (Sankt Benedikt)         | 25           |
| Kľak (Kleck)                             | 5            |
| Malá Lehota (Kleinhau)                   | 0            |
| Nová Baňa (Königsberg)                   | 14           |
| Orovnica (Hromitz)                       | 2            |
| Ostrý Grúň                               | 2            |
| Píla (Paulisch)                          | 0            |
| Rudno nad Hronom (Rudain)                | 0            |
| Tekovská Breznica (Bresnitz an der Gran) | 1            |
| Veľká Lehota (Großhau)                   | 0            |
| Veľké Pole (Hochwies)                    | 1            |
| Voznica (Woßnitz)                        | 3            |
| Žarnovica (Scharnowitz)                  | 4            |
| Župkov                                   | 0            |